# 八戸優
八戸 優（はちのへ まさる、1973年10月16日 - ）は、日本の男性声優、ナレーター。青森県出身。ヘリンボーン所属。以前は大沢事務所に所属していた。

## 来歴
幼い頃から声優になることが夢であり、高校卒業後東京アニメーター学院声優学科に入学。卒業と同時に大沢事務所に所属となる。

## 人物
事務所プロフィールでは、「誠実で優しい語りをベースに、弾けたバラエティのりからシリアスなドキュメントまでこなせる全方位型ナレーター」と紹介されている。
空手や総合格闘技が好きで、空手家として2004年の「新・格闘技の祭典」に出場しているほか、さまざまな大会で入賞している。
整体師の資格を持っている。

## 出演

### テレビアニメ
1996年
- 逮捕しちゃうぞ（50センチ頭）

1998年
- カウボーイビバップ（ロニー・スパンゲン）
- serial experiments lain（男）
- デビルマンレディー（高瀬壱郎）
- 名探偵コナン（松崎雅彦）
- 夢で逢えたら（船越）

1999年
- セラフィムコール（AD）
- モンキーマジック（弟子）

2000年
- 妖しのセレス（男）
- 銀装騎攻オーディアン（士官）
- ゲートキーパーズ（担任、士官）
- 幻想魔伝 最遊記（親父、銀髪鬼の手下、町人、坊主、妖怪）
- ゾイド -ZOIDS-（ロス）
- ドッとKONIちゃん（ロケットマン、関鯖次郎、総統 他）
- NieA_7（バスの運転手）
- ブギーポップは笑わない Boogiepop Phantom（作業員A）

2002年
- ガンフロンティア（ガンマン、技術者、郵便屋）

### 劇場アニメ
- KAZU&YASU ヒーロー誕生（1995年）

### OVA
- 竜機伝承（1997年、帝国兵C）
- 銀河英雄伝説 外伝（1998年 - 1999年）
- 太陽の船 ソルビアンカ（1999年）
- ぷにぷに☆ぽえみぃ（2001年、参謀）

### ゲーム
- タクティクスオウガ（1996年、ヴォラック・ウィンザルフ〈暗黒騎士ヴォラック〉）
- 伝説のオウガバトル（1996年、天空のギルバルド〈ギルバルド・オブライエン〉）
- クロス探偵物語〜もつれた7つのラビリンス〜（1998年）
- ときめきメモリアル ドラマシリーズVol.2 彩のラブソング（1998年、男子生徒）
- サイコメトラーEIJI（1999年、ドクロピアス、警官C、男子学生C）
- ピノッチアのみる夢（1999年、カスケード）
- サラリーマン金太郎 THE GAME（2000年、半田司郎）
- ゴエモン 新世代襲名!（2001年、町人）
- ANUBIS ZONE OF THE ENDERS（2003年、ストーム中隊隊員α）

### ドラマCD
- ときめきメモリアルシリーズ
  - SAIYUKI 妖怪 月刊 ときめきメモリアル（男子生徒）
  - ときめきメモリアル 虹色の青春 forever vol.2 - 5（サッカー部員B、男子生徒C、サッカー部員C）
  - ときめきメモリアル 彩のラブソング with you vol.1 - 5（実行委員長）
  - ときめきメモリアル 旅立ちの詩 so long 1、2（相沢たけはる）
- 八雲立つ〜古代編　神問ひ（後編）〜（須佐の民、さにわ）
- そして恋がはじまる（浅海佳久）
- infinity（石原誠）

### 吹き替え
- クロノス（ティト）

### 特撮
- 超力戦隊オーレンジャー（バラキングの声）
- 人造人間ハカイダー

### ナレーター
- イブニング・ファイブ（TBSテレビ　スポーツ担当ナレーター）
- NEWS23（同上　ナレーター）
- Foot!（J SPORTS　スタジオ陰の声「ブルータス八戸」）
- FIFAフットボール・ムンディアル（GAORA他　ボイスオーバー、まれにナレーター）
- こんにちは!動物の赤ちゃん2009 （NHK総合）（ナレーター）

### 解説放送
- 植木等とのぼせもん（NHK 土曜ドラマ　副音声・音声解説）
- どこにもない国（NHK）